# Cisneros (Palencia)
Cisneros es un municipio y localidad española de la provincia de Palencia, en la comunidad autónoma de Castilla y León. Situado en la comarca natural de Tierra de Campos, forma parte del partido judicial de Palencia.

## Toponimia
Si bien algunos autores señalan que el topónimo de Cisneros procede de «Cisne», en relación con las aves acuáticas de La Nava —su origen estaría en el francés antiguo cisne, y este en el latín vulgar cicinus—, la teoría más probable es su procedencia del latín medieval cinisa, que significa ceniza, y este a su vez del latín clásico cinis, eris.

## Geografía
Situado en la carretera de León entre Villalumbroso y Villada.
Cisneros es un pueblo agrícola, se labran unas 7000 hectáreas de terreno aproximadamente. También se vive, en menor medida, de la ganadería.
Parte de su término municipal está integrado dentro de la Zona de especial protección para las aves denominada La Nava - Campos Norte perteneciente a la Red Natura 2000.

## Historia
En la documentación de Sahagún del año 946 se citaba a la villa como Cinisarios y en el siglo XI el mismo vocablo o bien Ciniseros, lo que refuerza la primera tesis en sentido de repoblación sobre viejas cenizas, tras la destrucción de la población por un incendio.
Ya había núcleo de población, según ha confirmado la arqueología, en la Edad de Bronce y la primera Edad del Hierro. A lo largo de la Edad Media era lugar de behetría, pudiendo elegir a su Señor, pertenecía a la merindad de Carrión y uno de sus grandes señores fue Juan Alfonso Girón.
Pasó a realengo, dependiendo por tanto del rey, en el siglo XVI, hasta mediados del siglo XVIII.

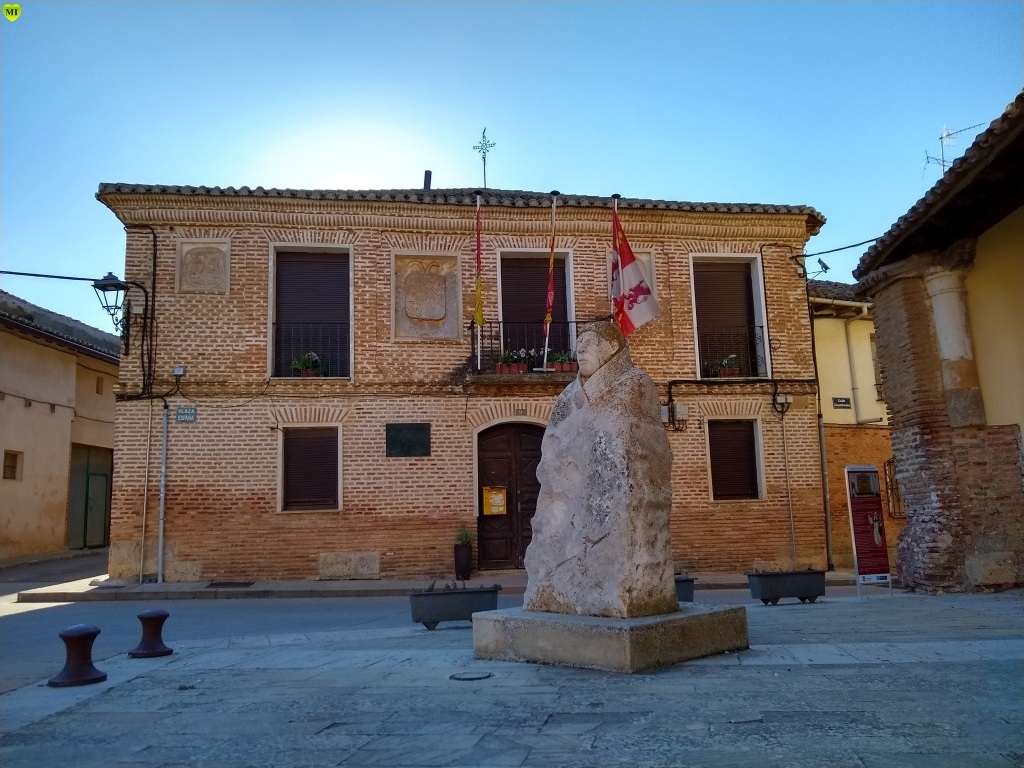
Escultura del Cardenal Cisneros

Se ha venido asegurando que el Cardenal Cisneros, Francisco Jiménez de Cisneros, nació en esta villa. Fue confesor de Isabel I la Católica, arzobispo de Toledo, impulsor en 1500 de la construcción de la Universidad de Alcalá de Henares, y por dos veces fue regente de Castilla, Cardenal e Inquisidor. Sí residió en Cisneros su abuelo Toribio Jiménez; el Cardenal Cisneros en realidad había nacido en el pueblo madrileño de Torrelaguna.
 

## Demografía
Cuenta con una población de 430 habitantes (INE 2024).
| Gráfica de evolución demográfica de Cisneros entre 1842 y 2021                                                        |
| |
| Población de derecho según los censos de población del INE. Población de hecho según los censos de población del INE. |

## Economía

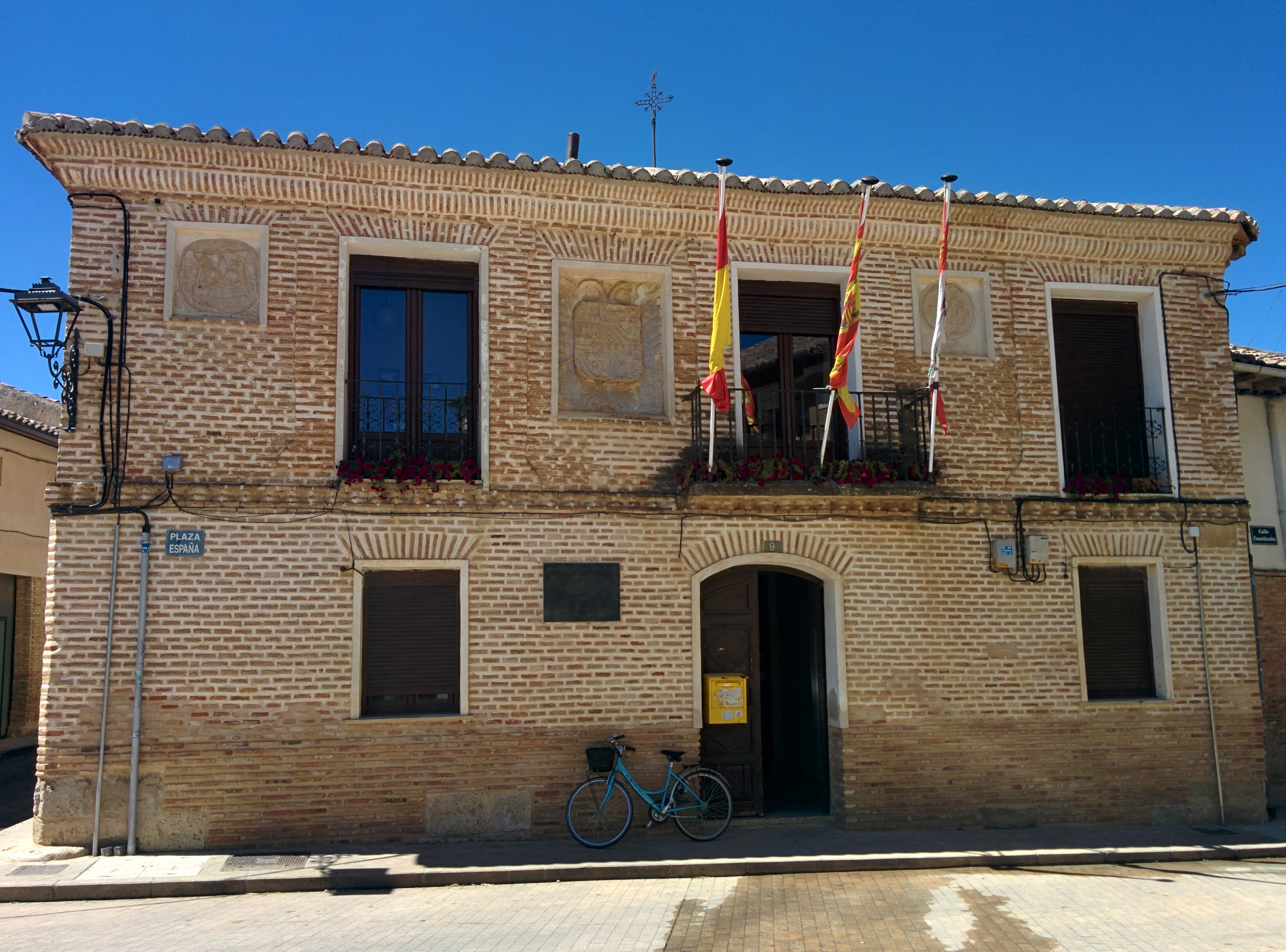
Casa consistorial

### Evolución de la deuda viva
El concepto de deuda viva contempla sólo las deudas con cajas y bancos relativas a créditos financieros, valores de renta fija y préstamos o créditos transferidos a terceros, excluyéndose, por tanto, la deuda comercial.
| Gráfica de evolución de la deuda viva del ayuntamiento entre 2008 y 2014                             |
| |
| Deuda viva del ayuntamiento en miles de Euros según datos del Ministerio de Hacienda y Ad. Públicas. |

La deuda viva municipal por habitante en 2014 ascendía a 0 €.

## Patrimonio

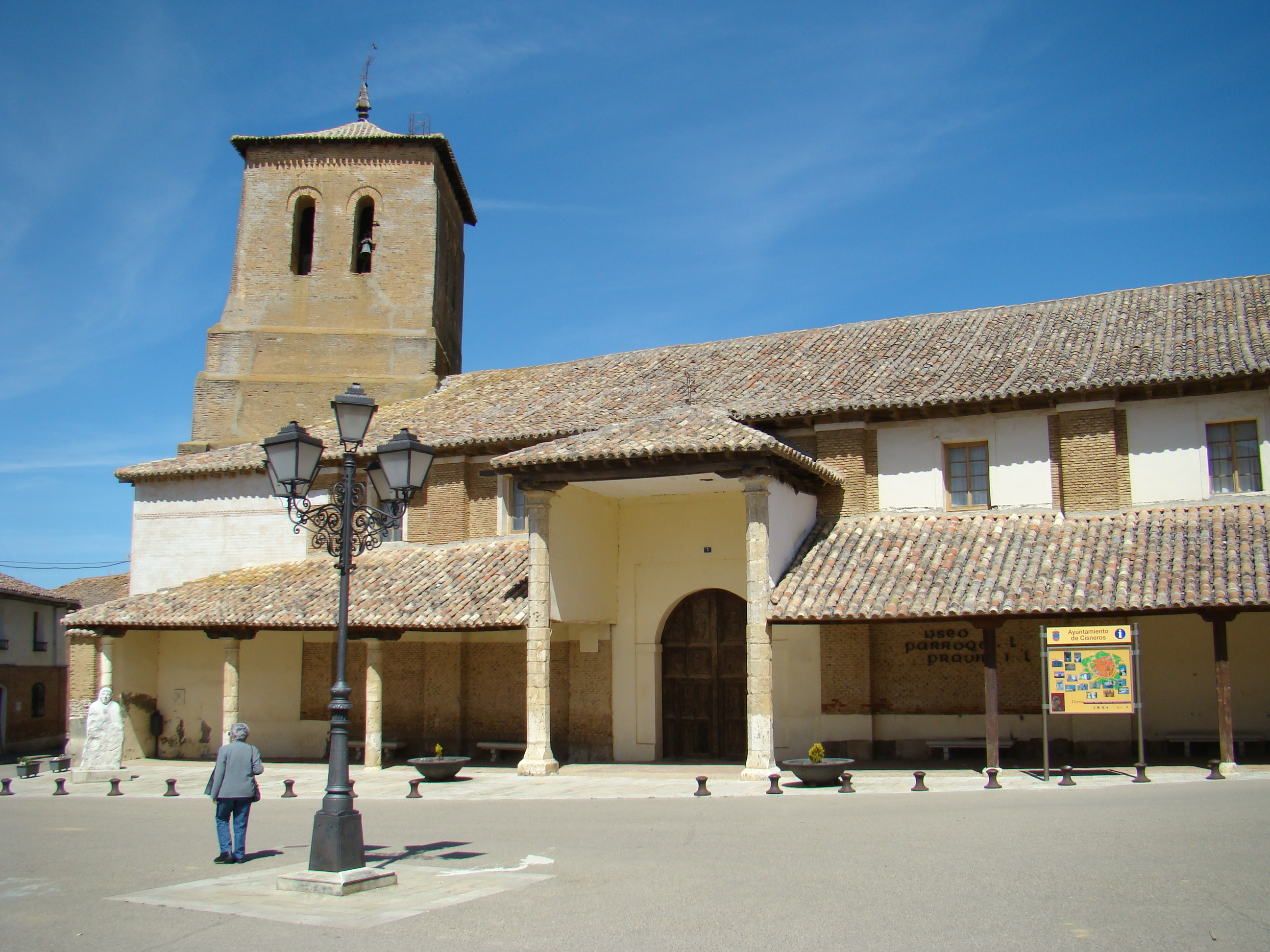
Iglesia de San Pedro

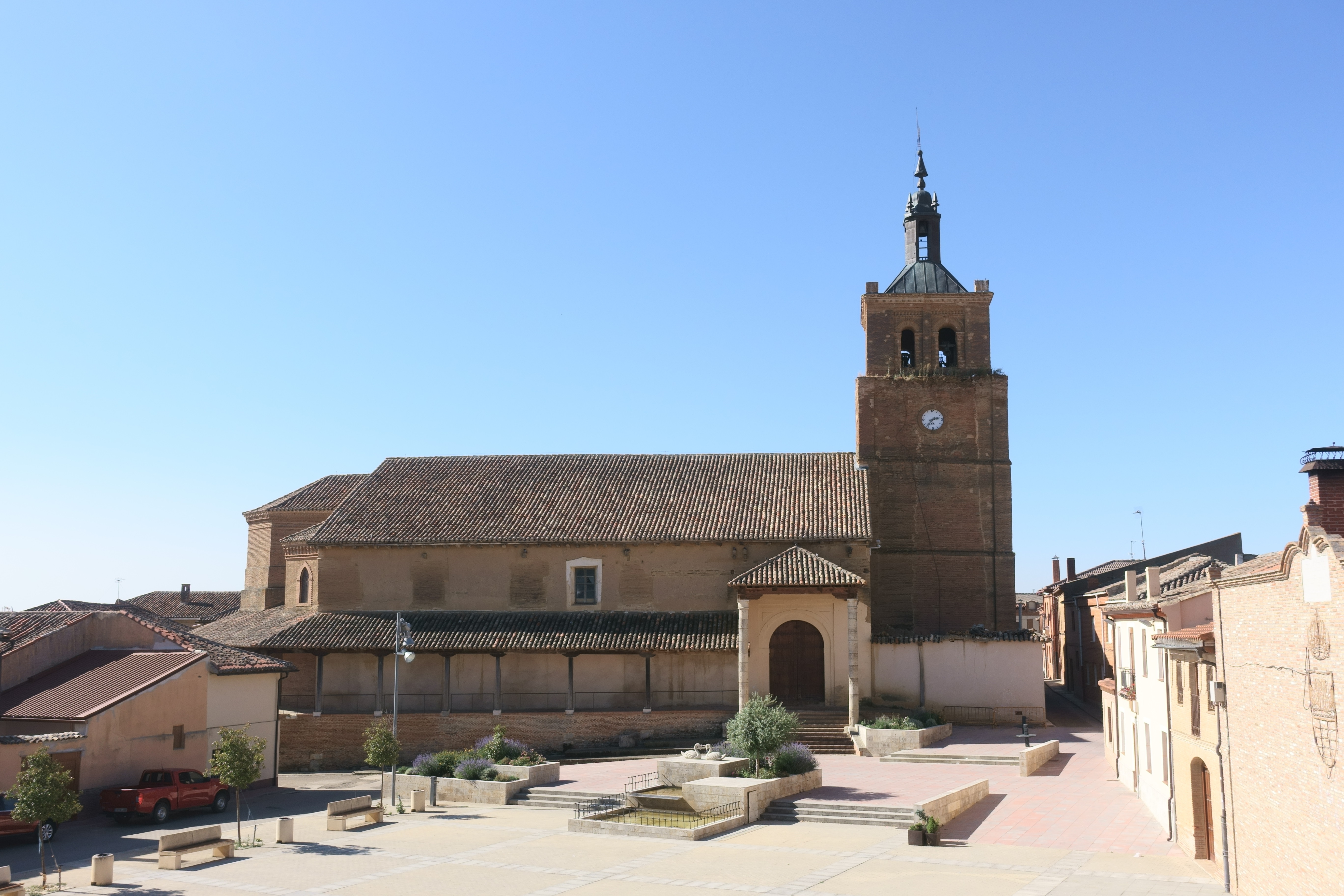
Iglesia de San Facundo y San Primitivo

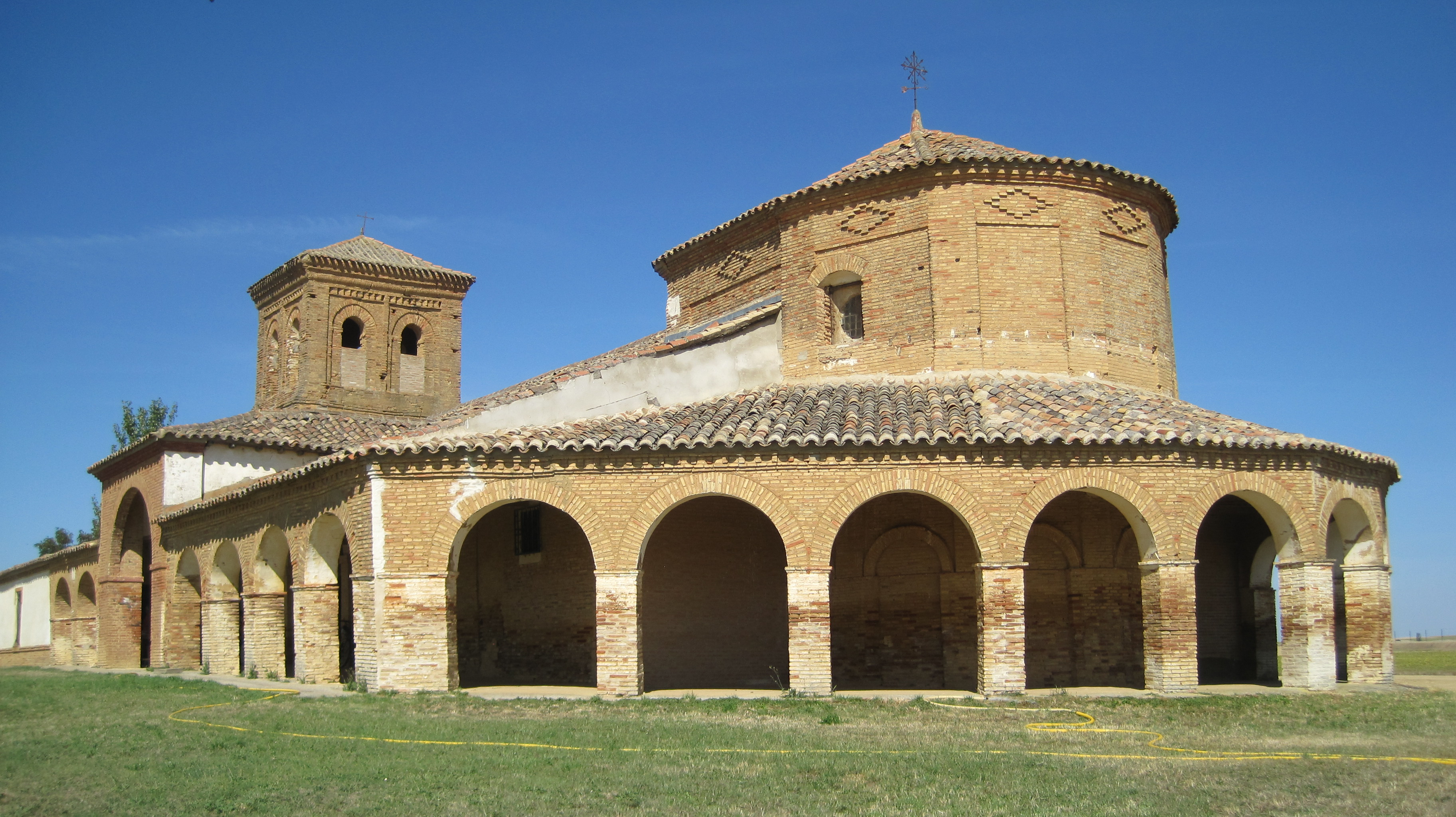
Ermita del Cristo del Amparo

- Iglesia de San Pedro: convertida hoy en museo parroquial. Data del siglo XVI, empleándose en su construcción piedra y ladrillo. En el antiguo pórtico se celebraban mercados, desapareciendo sus bellos artesonados tras la reforma del siglo XIX. La obra más notable que exhibe es el magnífico retablo mayor, obra renacentista de Francisco Giralte. Destaca también una Virgen del Rosario del siglo XVII que figura en el altar mayor al lado del Evangelio, obra asimismo de Giralte. Se pueden citar también un sepulcro gótico del siglo XIII con una bella escultura de Gonzalo Jiménez de Cisneros, y el sepulcro del citado abuelo del Cardenal regente; completándose su patrimonio con una destacada muestra de imaginería de entre los siglos XV al XVIII, orfebrería, cálices, crucifijos, etc.

- Iglesia de San Facundo y Primitivo: es de comienzos del siglo XVI, construida en ladrillo y compuesta por tres naves. Ofrecen particular interés los magníficos artesonados mudéjares que cubren las naves. Estos artesonados son estupendas muestras del arte ornamental español, en concreto de la carpintería de lo blanco y la lacería, y su ubicación en este pueblo se debe a la influencia del famoso Cardenal regente. En la capilla de la Virgen del Castillo la decoración es muy rica. La bóveda del altar mayor es de forma poliédrica. En la nave del evangelio se halla el sepulcro del secretario particular del Cardenal Cisneros, que data del siglo XVI. En la nave del Evangelio sobresale, en un retablo rococó, una escultura de San José y el Niño, y en el presbiterio un relieve del Llanto sobre el Cristo muerto y seis efigies de santas, del siglo XVI y destacadas pinturas de ese mismo siglo. Notoria es también una escultura gótica de la Virgen del siglo XV en la nave de la Epístola.

La sacristía conserva una cruz relicario, gótica, donada por García de Cisneros en 1501. La iglesia es Monumento Artístico desde 1945.
- Ermita del Santo Cristo del Amparo: situada a tres kilómetros de este, tiene en su recorrido las cruces donde el Jueves Santo se hace el viacrucis. En el lugar donde ahora está al ermita antiguamente se encontraba la localidad de Villafilar. Notable por haber conservado el sepulcro de Gonzalo Ximenez de Cisneros, que se encuentra en el museo.

## Festividades y eventos

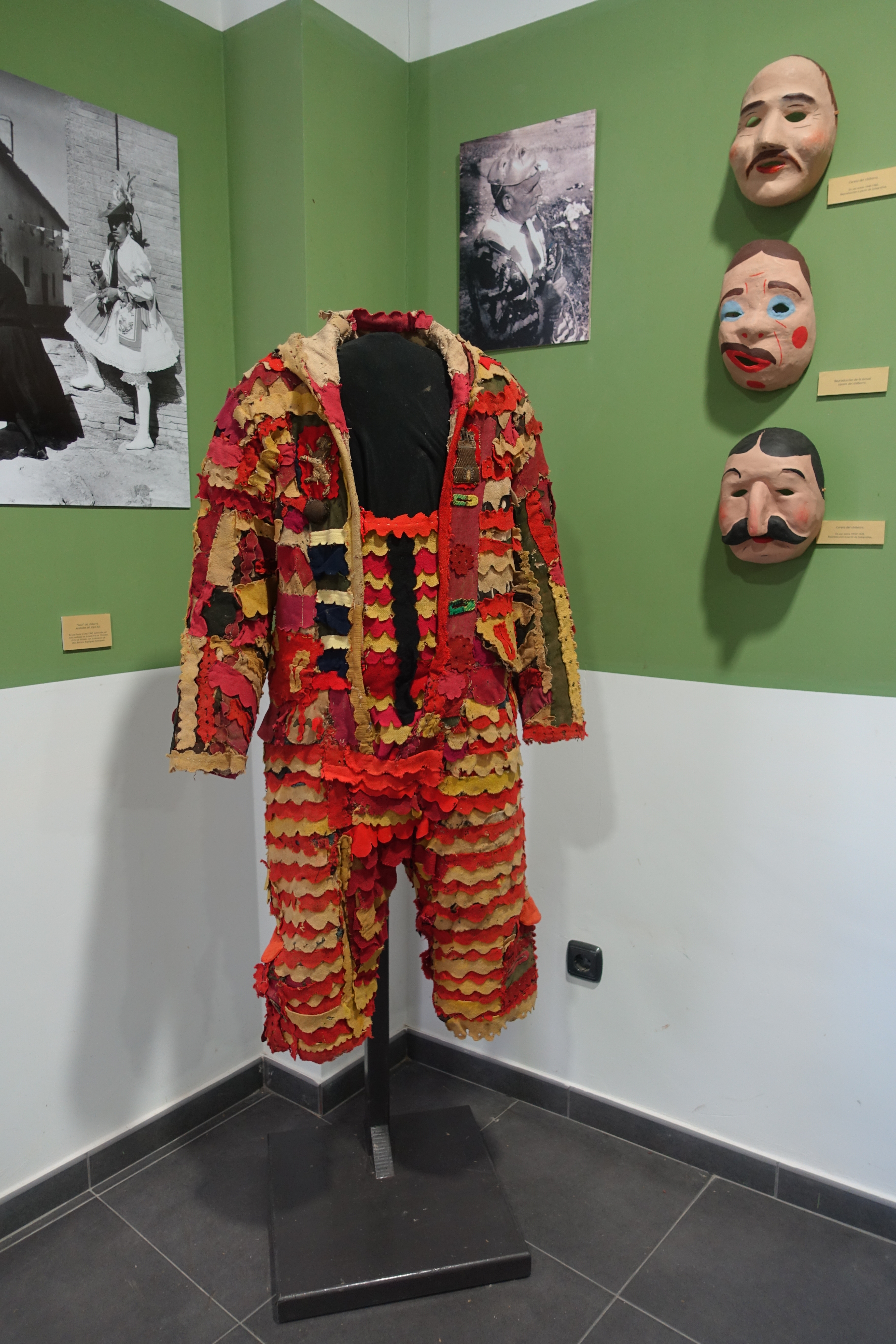
Vestimenta del «chiborra»

A lo largo del año son varias las celebraciones que tienen lugar en Cisneros. Cronológicamente, el 8 de septiembre se celebra la Virgen del Castillo, durante la cual el «chiborra» dedica versos a la Virgen y al Niño y se baila la danza de paloteo. Al día siguiente tiene lugar el llamado «Azote del Chiborra», por el que recorren las calles del pueblo robando lo que puede y bromeando con las gentes, siendo por la tarde juzgado mientras recorre el pueblo sobre un burro. El domingo siguiente a la Virgen del Castillo se celebra la romería del Cristo del Amparo en su capilla situada a tres kilómetros de Cisneros.